# 天神崎
天神崎（てんじんざき）は、和歌山県田辺市にある田辺湾北岸から突き出た岬。ナショナルトラスト運動の日本における先駆けとなった場所としても有名である。

## 位置
天神崎は、和歌山県田辺市目良（めら）にある。地形的には田辺湾の北側の端に当たる。南側は田辺湾の北側、目良港があり、北側は芳養（はや）湾との境に当たる。また、北側には元島（もとしま）という小島があり、これより先の部分が天神崎と認識されている。付近は吉野熊野国立公園（田辺地域）の一部に指定されている（2015年（平成27年）9月24日に田辺南部白浜海岸県立自然公園を編入）。
岬は田辺湾と芳養湾の境界線上に海に突出している。岬を取り囲んで海岸を狭い道路が走っている。先端近くの道沿いには公衆便所が設置されている。

## 地形
道路より外側は約21haの広い岩礁海岸になっている。岩礁は平坦な面（海食台）が広がり、入り組んだ輪郭を見せる。先端部の磯の中央には盛り上がって樹木の生えた部分があり、丸山と呼ばれている。満潮時には島になるが、干潮時には長時間にわたって陸続きである。よい目印となるため、遠足や観察会ではよく集合場所になっている。なお、丸山には灯台があったが、現在では廃止され、建物だけが残されている。
内陸側は岩の多い山林となっており、中央には最高峰の日和山（標高36m）がある。この山は、地元の漁師が出漁前にその日の天候を判断するのにこの山に登ったということからこの名が付いている。岩がちであるが、小さな谷が多く、谷間にはわずかながら水が流れる。かつてはこれらの谷にも水田があって、いくつかの溜め池も残っている。水田跡の一つは、現在では少し掘り下げられて田んぼビオトープ施設となっている。

## 自然環境
気候は温暖である。
海は湾口に位置するため、比較的流れが多く、内湾的な部分と多少外洋の影響を受ける部分が見られる。岩礁性の生物が多く、春にはヒジキが多産し、収穫される。海岸線では見られないが、潜水すれば若干のサンゴ礁的な生物も見られる。
陸上では岩礁海岸の海岸植物群落からトベラ、ウバメガシを中心とする海岸林を経て、松林まで続く。部分的にはシイやタイミンタチバナ、ネズミモチ等からなる若齢の照葉樹林が混じる。谷間には湿地性の植物も見られる。動物では、熱帯系の昆虫であるオオキンカメムシ等も見られる。また、海岸ぎりぎりまでカスミサンショウウオが生息している。

## 文化
田辺市街地にごく近く、良好な磯であるため、手軽な釣り場、磯遊びの場として年間を通して来訪者が多い。また、平らな磯の面積が大きいので安全面の安心感と大きな人数の収容力があり、小中学校の遠足にもよく利用され、時には複数の学校が鉢合わせする。
自然保護運動で知られるようになってからは、日本各地特に関西のあちこちから学校など集団が観察にくるようになった。
映画「幸福のスイッチ」では、天神崎にある民家に冷蔵庫を搬入するシーンなど、何回か出番があった。

## 重要性
天神崎の価値については、様々な判断があり、保護運動との兼ね合いからも、いろいろな論議がされている。批判する向きからは、ありふれた生物ばかりで希少な自然とは言えないなどと言われることもある。
保護する立場からは、当然ながらその重要性が主張されるが、実際のところ、特別に貴重、あるいは希少な生物が多いわけではない。例えば対岸にある京都大学瀬戸臨海実験所の所長であった時岡隆は「そう珍しいものはない。しかし、よそにもあるからと言って破壊を続ければ、どこにもなくなってしまう」と説明している。つまり、身近で普通であった自然が、実際に身近に普通に、しかもまとまって存在していること自体が既に貴重だと言う主張である。
また、非常に平らで広い磯が、自然観察や行楽にとって貴重である、との主張もある。学校単位で観察会等を行う場合、百人、あるいはそれ以上の人間がまとまって入って活動できる場所はそれほど選択肢が多くない。つまり自然に親しむ教育の場としても重要であるとする。
さらに、陸と海とのつながりを重視する意見もある。現在では海と陸の自然が互いに強く影響し合うことはほぼ認識されている。しかし現実には、優れた海岸があっても陸側に開発の手が入っていたり、あるいは逆の例が多く、両者がそろっている例は少ない。天神崎の自然はこの両者がまとまって存在する点で重要だというのである。天神崎保護団体が陸側の土地買い取りを進める理由もここにある。もっとも、海岸には所有権が存在しないためという理由もある。
天神崎保護活動のシンボルマークになっているのが、海岸動物としてごくありふれたアラレタマキビ（ただし二階建）であるのも、上記のような思想を反映したものと言える。

## 自然保護活動について
この地が全国に有名になったのは、自然保護活動が注目されたからである。
この岬を高級別荘地として開発する計画が発覚したのは、昭和49年（1974年）1月のことで、三つの不動産業者が県に申請を出したことが分かった。これに反対の声を上げたのが、当時田辺商業高校教諭であった外山八郎（とやまはちろう）である。彼は生物学関係の教師や地方紙の社長等と相談した上、反対運動を立ち上げる。2月に「天神崎の自然を大切にする会」（以下、「大切にする会」と略称）が発足、署名運動を開始、県知事に陳情。これを受けて業者側は計画を大きく縮小し、再申請、県と市もこれを受け入れる姿勢を見せる。
「大切にする会」はこれに対し、反対運動を続けることを決定、運動経費の為に募金活動も始める。1977年、県は要求に対し「開発を阻止したいのならあなた方が買い取るしかない」と通告、それを受け外山らは買取を決意するが募金活動は遅遅としてはかどらなかった。そのあいだ開発の一時停止で業者側は資金繰りに苦しむことになる。1978年ようやく「大切にする会」は、その所有地の一部を買い取ることを決断する（第一次買い取り）。なお、この会がナショナル・トラストという運動のあり方を知ったのはその後である由。1978年に銀行などからの借金で第二次買い取りを行う。財団法人「日本自然保護協会」がバックアップし、会内部に「天神崎委員会」を作り、借金返済のための全国募金の窓口とするが、募金は一向に集まらず会合や催しなどで経費ばかりが増えていき銀行への返済もままならぬ状態に陥った、そんな委員会に救いの手を差し伸べたのは行政である。県から資金援助を受けた田辺市が第一次、第二次買い取りで手に入れた土地を買い取り事なきを得　運動を継続することが出来た。1985年に最後まで残っていた土地を買い取りが終る事となる。
外山は今までの運動に対し「10年間も待ってくれた業者や関係者の温かい心こそ、天神崎ナショナル･トラスト運動を実らせた陰の力だと感謝している」と感謝の言葉を述べている
当時、各地で同様な取り組みが始まっていたことから、政府内部でも検討が行われた結果、ナショナル・トラスト法が制定され、「大切にする会」は1987年に自然環境保全法人（ナショナル・トラスト法人）の第一号に認定される（ただしここが日本で最初にナショナル・トラスト運動を行ったわけではない）。1988にはナショナル・トラスト第一回全国大会がこの地で開催された。
現在も「大切にする会」を中心として買い取りの進行、観察会等を通しての一般への啓蒙活動などが行われ、関西各地の学校が観察に訪れている。

## 文化財
- 名勝「南方曼荼羅の風景地」（2015年〈平成27年10月7日指定）の一部[3]。